# Вулф Коэн, Вероника
Вероника Вулф Коэн (англ. Veronika Wolf Cohen; род. 1944, Будапешт) — израильский музыкальный педагог и гражданский активист.
После подавления Венгерского восстания 1956 года бежала вместе с семьёй в Австрию, откуда в 1957 г. перебралась в США. Изучала композицию в Консерватории Пибоди (бакалавр, 1966) и Йельском университете (магистр, 1969), преподавала в первой из них (среди ей учеников, в частности, Сара Бюхнер). В 1980 г. защитила диссертацию по музыкальной педагогике в Иллинойсском университете в Урбане-Шампейне, после чего репатриировалась в Израиль и начала преподавать в Иерусалимской академии музыки и танца. Заведовала кафедрой музыкальной педагогики, занимала должность декана. Разработала оригинальную методику «музыкальных отражений» (англ. musical mirrors), подключающую к обучению музыке кинестетический инструментарий: сперва учитель, а за ним и ученики набором определённых движений тела «отражают» развитие музыкального произведения.
Как гражданский активист известна в качестве основательницы группы «Сближение», занимавшейся организацией приватного общения между небольшими группами израильтян и палестинцев для установления взаимопонимания между народами.